# Stonington (Maine)
Stonington és una població dels Estats Units a l'estat de Maine (EUA). Segons el cens del 2000 tenia 1.152 habitants.

## Demografia
Segons el cens del 2000, Stonington tenia 1.152 habitants, 502 habitatges, i 326 famílies. La densitat de població era de 45,4 habitants/km².
Dels 502 habitatges en un 28,5% hi vivien nens de menys de 18 anys, en un 52,2% hi vivien parelles casades, en un 9,2% dones solteres, i en un 34,9% no eren unitats familiars. En el 28,1% dels habitatges hi vivien persones soles el 14,1% de les quals corresponia a persones de 65 anys o més que vivien soles. El nombre mitjà de persones vivint en cada habitatge era de 2,29 i el nombre mitjà de persones que vivien en cada família era de 2,78.
Per edats la població es repartia de la següent manera: un 23,4% tenia menys de 18 anys, un 6,9% entre 18 i 24, un 25,1% entre 25 i 44, un 26,4% de 45 a 60 i un 18,3% 65 anys o més.
L'edat mediana era de 42 anys. Per cada 100 dones de 18 o més anys hi havia 92,8 homes.
La renda mediana per habitatge era de 28.894 $ i la renda mediana per família de 34.375 $. Els homes tenien una renda mediana de 27.500 $ mentre que les dones 19.063 $. La renda per capita de la població era de 15.634 $. Entorn del 9,6% de les famílies i el 12,7% de la població estaven per davall del llindar de pobresa.